# メイストーム

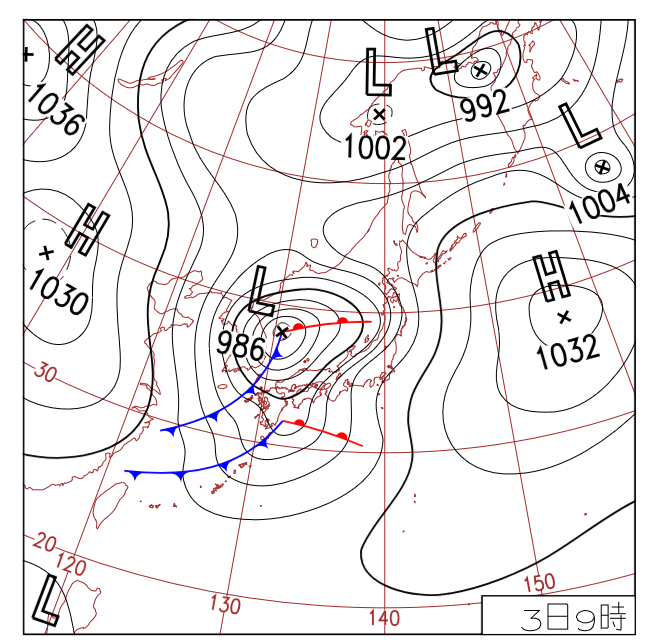
2012年4月3日AM9時の実況天気図。日本海の低気圧が急速に発達、21時には中心気圧964hPaとなった。本州付近は暴風、高潮など大荒れ。和歌山県友ヶ島で最大風速32.2m/s。

メイストームとは、4月後半から5月にかけて日本海や北日本付近で発達する低気圧、およびこれによる暴風のこと。この語は和製英語である。別名は「春の嵐」。

## 概要
毎年春先になると日本海や北日本周辺海域で温帯低気圧が台風並に発達し、広い範囲に荒天をもたらして山や海では登山者や船の遭難事故をしばしば起こすことがある。
この言葉の語源となったのは1954年5月9日から10日にかけて北日本近海で急激に発達し、漁船の集団遭難をもたらした低気圧である。華北から日本海に進んできたこの低気圧は、9日9時には988ヘクトパスカルであったが翌10日9時には北海道東方に出て952ヘクトパスカルまで発達した。このため北海道周辺海域では風速15 - 30メートル毎秒の暴風となり、ちょうどサケ・マス漁の時期であったため多くの漁船が出漁中で、361人が犠牲になった。
この他、1956年には台風3号とこの台風から変わった熱帯低気圧がメイストームとなった。2011年には、台風1号・2号およびこれらから変わった熱帯低気圧・温帯低気圧がメイストームとなった。2012年4月初め、中心気圧が964ヘクトパスカルに発達した低気圧は大きな被害をもたらした。